# Lidský sexuální reakční cyklus

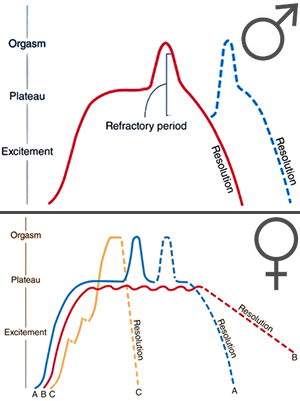
Lidský sexuální reakční cyklus poprvé popsaný W. H. Mastersem a V. E. Johnsonovou

Lidský sexuální reakční cyklus je čtyřfázový model sestávající z fyzických reakcí na sexuální stimulaci, které jsou řazeny podle toho, kdy se projevují. Patří k nim vzrušení, fáze plató, orgasmus a fáze výsledku, tedy po orgasmu. Tento fyziologický model poprvé zformulovali William H. Masters a Virginia E. Johnsonová v jejich knize Lidská sexuální odezva (1966). Od té doby bylo o sexuálním reakčním cyklu formulováno více modelů.

## Fáze vzrušení
Fáze vzrušení je první část sexuálního reakčního cyklu, která se projevuje jako výsledek fyzikální nebo psychické erotické stimulace, jako líbání, osahávání nebo prohlížení erotických fotek, která vede k sexuálnímu vzrušení. Při této fázi se lidské tělo připravuje na pohlavní styk a iniciativně vede k fázi plató. Fyzická a emoční interakce a stimulace erotogenních zón během předehry většinou vede alespoň k nějakému vzrušení.

### Vzrušení u obou pohlaví
U obou pohlaví vede tato fáze ke zvýšení krevního tlaku a srdečního tepu.

### Vzrušení u mužů
U mužů se začátek této fáze projeví úplnou nebo částečnou erekcí penisu, často po pouhých pár vteřinách erotické stimulace. Penis může částečně ochabnout a znovu docílit erekce během delšího trvání této fáze. Obě varlata se stáhnou nahoru ke hrázi. Šourek se během erekce natáhne a ztloustne.

### Vzrušení u žen
U žen může tato fáze trvat od několika minut až po několik hodin. Zvýšení krevního tlaku vyústí v nabytí klitorisu a stěny pochvy začínají vylučovat poševní sekret. Mírně se zvětší prsa i bradavky, které ztmavnou a ztvrdnou.

## Fáze plató
Fáze plató je doba mezi sexuálním vzrušením a orgasmem. Tato fáze je význačná zvýšenou cirkulací a srdečním tepem u obou pohlaví, zvýšená sexuální rozkoš se zvýšenou stimulací a mnohem větším svalovým napětím. Také dýchání pokračuje na zvýšené úrovni. Prodlužování fáze plató bez postupu k orgasmu může vést k sexuální frustraci.

### Plató u mužů
Muži mohou začít vylučovat preejakulát a varlata se přitáhnou blíže k tělu.

### Plató u žen
Stupeň plató u žen je jednoduše pokračování stejných změn, které se objevily v první fázi. Klitoris je velmi citlivý a Bartholiniho žláza
začne vylučovat více poševního sekretu, který slouží k lubrikaci.

## Fáze orgasmu
Orgasmus je výsledkem fáze plató a mohou ho prožít jak muži, tak ženy. Je doprovázen rychlým cyklem kontrakcí svalů v pánevní oblasti, které obklopují řitní otvor a primární sexuální orgány. Ženy také prožívají děložní a vaginální kontrakce. Orgasmus je často spojován s ostatními neúmyslnými činnostmi, například zvukovými projevy, svalovými křečemi v různých částech těla a obecně euforií. Srdeční tep se ještě zvýší.

### Orgasmus u mužů
U mužů je orgasmus většinou spojován s ejakulací. Každá ejakulace je doprovázena nepřetržitými pulzy sexuální rozkoše, zvláště v penisu a oblasti beder. Ostatní prožitky z orgasmu se mohou silně objevit kolem spodní části páteře a zad.

### Orgasmus u žen
U každé ženy se orgasmus může lišit. Celkově je pocit z orgasmu podobný tomu u mužů. Je běžně asociován s ještě větší vaginální lubrikací, zúžením vaginálních stěn a celkovou slastí.

## Koncová fáze
Koncová fáze nastává po orgasmu. Uvolní se svaly a sníží krevní tlak a celé tělo se uvolní ze stavu vzrušení. V době po orgasmu, kdy nejsou svaly schopny reagovat na další stimulaci, muži nejsou schopni prožít další orgasmus. Toto u žen neplatí vždy.

### Koncová fáze u mužů
Masters a Johnson popsali ochabnutí penisu do dvou fází: v první fázi se penis ze stavu erekce zmenší a je následně o 50 procent větší než v ochablém stavu. Ve druhé fázi se penis ještě zmenší a úplně ochabne.

### Koncová fáze u žen
Podle Masterse a Johnsonové jsou ženy schopné prožít orgasmus víckrát za sebou, dokud mají efektivní stimulaci. Pro některé ženy je klitoris po vyvrcholení velmi citlivý a jeho další stimulace je pak bolestivá. Po prvotním orgasmu mohou být následující orgasmy pro ženy silnější a s nashromážděnou stimulací i mnohem příjemnější.